# Acrophasmus scobiciae
Acrophasmus scobiciae är en stekelart som först beskrevs av Marsh 1966.  Acrophasmus scobiciae ingår i släktet Acrophasmus och familjen bracksteklar. Inga underarter finns listade i Catalogue of Life.